# 佐野智樹
佐野智樹（さの ともき、1966年6月7日-）は、日本の映画監督、テレビドラマ演出家。

## 来歴
東京都出身。中央大学卒業。
大学在学中から撮影現場に参加し、卒業後助監督として活動。SF･特撮作品の助監督を多く担当しており、山崎貴、三谷幸喜の監督作品などに助監督として参加。2005年に劇場用映画『変身』で映画作品監督デビュー。2006年から2007年に放送された『ウルトラマンメビウス』で初のメイン監督を担当。
2023年5月、映像作品の企画・製作を専門とした株式会社0（カブシキガイシャ ゼロ）を設立。同社代表取締役。

## 映画作品

### 監督
- 変身（2005年）
- 神☆ヴォイス〜THE VOICE MAKES A MIRACLE〜（2011年）
- 琉神マブヤーTHE MOVIE 七つのマブイ（2011年）

### 助監督
- 人間の翼 最後のキャッチボール（1996年）
- 落下する夕方（1998年）
- D坂の殺人事件（1998年）[1]
- ウルトラマンティガ・ウルトラマンダイナ&ウルトラマンガイア 超時空の大決戦（1999年）[1]
- ジュブナイル（2000年）
- みんなのいえ（2001年）
- ウルトラマンコスモス2 THE BLUE PLANET ムサシ（13才）少年編（2002年）
- ウルトラマンコスモス2 THE BLUE PLANET（2002年）
- グレーゾーン（2021年）

## テレビ作品

### 監督
- ウルトラマンメビウス（2006年 - 2007年）※メイン監督
- 満福少女ドラゴネット（2010年）※メイン監督
- 黄金鯱伝説グランスピアー（2013年）
- 黄金鯱伝説グランスピアー 2ndシーズン（2014年）
- 黄金鯱伝説グランスピアー 特別編（2015年）

## オリジナルビデオ作品

### 監督･特技監督
- ウルトラマンメビウス外伝 アーマードダークネス（2008年）